# Timpul (ziar)
Timpul a fost un important ziar apărut la București, actualmente revistă culturală de rezonanță, cu sediul la Iași. Apare într-o primă etapă între 15 martie 1876 și 17 martie 1884. În urma fuziunii Partidului Conservator cu Partidul Liberal-Sincer în urma căruia a apărut Partidul Liberal-Conservator are loc la 18 martie 1884 și fuziunea ziarului Timpul cu ziarul Binele public apărând în locul lor noul ziar România. Începând cu 13 noiembrie 1889 revine la numele inițial, Timpul, și apare sub acest nume până pe 14 decembrie 1900. După fuziunea cu ziarul Constituționalul apare din 15 decembrie 1900 sub numele de Conservatorul ca organ oficial al Partidului Conservator până la data de 15 noiembrie 1914.
La ziarul Timpul au activat Mihai Eminescu, Ion Luca Caragiale și Ioan Slavici.
După 1990 este reînființat la Iași, cu titulatura de revistă culturală.